# Jöns Berzelius (kyrkoherde)
Jöns Berzelius, född 31 mars 1698 i Landeryds församling, död 12 augusti 1773 i Röks församling, Östergötlands län, var en svensk präst i Röks församling.

## Biografi
Jöns Berzelius föddes 31 mars 1698 i Landeryds församling. Han var son till hospitalspredikanten B. Berzelius. Berzelius blev 1721 student vid Uppsala universitet och prästvigdes 8 november 1728. Han blev 1735 komminister i Skärkinds församling. Berzelius blev 1749 kyrkoherde i Röks församling och tillträdde 1750. Han avled 12 augusti 1773 i Röks församling.
Berzelius gifte 24 juni 1735 med Anna Christina Lithzenius (1711–1776). Hon var dotter till kontraktsprosten Petrus Lithzenius och Emerentia Lysing i Söderköping. De fick tillsammans barnen Emerentia (1736–1740), Petrus (1737–1738), Bengt (1739–1777), Johan (1741–1808), Gertrud Helena (född 1742), Samuel (född 1744), Anna Christina (1746–1776), Rebecka, Daniel (1750–1807), Anders (född 1753) och Susanna (1755–1755).